# Presumed Guilty (album)
Presumed Guilty è una compilation pubblicata nel 1998.

## Descrizione
Presumed Guilty contiene brani eseguiti da artisti delle etichette discografiche Misanthropy Records, Elfenblut ed Heroine.
La compilation nasce come protesta contro la censura nell'industria musicale. Ogni artista ha espresso le proprie opinioni su questo argomento nel libretto che accompagna il disco, il quale include inoltre un saggio di Tiziana Stupia, fondatrice della Misanthropy Records.
Le tracce 3, 6, 7, 9, 11 e 13 sono inedite.

## Tracce
1. Dream Into Dust – Stormbringer – 5:51
2. In the Woods... – Let There Be More Light – 6:30
3. Solstice – The Sleeping Tyrant – 6:11
4. Hagalaz' Runedance – The Oath He Swore One Winter's Day – 3:45
5. Primordial – Journey's End – 8:00
6. Burzum – Et Hvitt Lys Over Skogen – 9:04
7. Amber Asylum – Dreams Of Thee – 3:27
8. Babylon Whores – Somniferum – 4:07
9. Madder Mortem – These Mortal Sins – 5:05
10. Mayhem – Ancient Skin – 4:57
11. Beyond Dawn – Need – 5:17
12. Endvra – Vestigial Horn – 1:49
13. Aphrodisiac – Lux Et Tenebrae – 4:09
14. Monumentum – The Colour Of Compassion – 7:30